# IFK Fjärås
IFK Fjärås är en idrottsförening från Fjärås socken i Kungsbacka kommun i Sverige. Klubben bildades 1932. 
IFK Fjärås största framgång i fotboll på herrsidan är när de spelade i Division 2 säsongen 1998. Då sattes även publikrekordet på hemmaplanen Ögärdets IP när Fjärås mötte Gais inför 1 200 åskådare. Sejouren i Sveriges tredje division blev dock endast ettårig, och sedan dess har Fjärås befunnit sig i serierna under. Säsongen 2025 befinner sig klubben i Division 5, Sveriges sjunde division.
Damfotbollslaget spelade i Sveriges högsta division 1978 och 1979.
Landslagsspelaren Fridolina Rolfö har IFK Fjärås som moderklubb. Andra framgångsrika spelare med IFK Fjärås som moderklubb är Fredrik ”Fimpen” Elofsson (Allsvenskan med Gais), Lars-Henrik Enered (Allsvenskan med Gais) och Klas Palm (7 säsonger i Allsvenskan med Örgryte IS).

### Fotnoter
1. ↑  Jimmy Lindahl (26 juni 2004). ”Maratontabell för högsta damserien 1978-2003”. Bolletinen. http://www.bolletinen.se/sfs/pdf/stat_d_maraton_1978_2003_maratontab_f_hogsta_damserien.pdf. Läst 14 oktober 2013.